# ثابت توازن
«ثابت الاتزان» أو ثابت التوازن في الكيمياء هو نسبة تراكيز المواد الناتجة من التفاعل إلى تراكيز المواد المتفاعلة عند الوصول إلى حالة توازن كيميائي، أي يكون معدل التفاعل الأمامي مساويا لمعدل التفاعل العكسي. في تلك الحالة لا يتغير مخلوط المواد الداخلة في التفاعل والمواد الناتجة من التفاعل .

## الصيغة
نفترض التفاعل المتوازن:
{\displaystyle \alpha A+\beta B...\rightleftharpoons \sigma S+\tau T...}
يمكن تعريف ثابت التوازن بالعلاقة التالية:
{\displaystyle K={\frac {{\{S\}}^{\sigma }{\{T\}}^{\tau }...}{{\{A\}}^{\alpha }{\{B\}}^{\beta }...}}}
حيث {A} هي قالب:أل للعنصر الكيميائي A، إلخ (الفاعلية الكيميائية هي كمية لا بعدية). وقد اصطلح وضع الفاعليات الكيميائية للمواد الناتجة في البسط وفاعليات المواد المتفاعلة في المقام. يعطي اشتقاق هذا التعبير في الأسفل.
وبالنسبة للتوزان في الطور الغازي، يكون فاعلية المركب الغازي هي جداء الضغط الجزئي للمكون بمعامل انفلاتية لهذا المركب، وتكون الفاعلية في هذه الحالة كمية لا بعدية لأن الآبقية لها واحدة مقلوب الضغط.
وبالنسبة للتوازن في المحاليل، تكون الفاعلية هي جداء التركيز و معامل الفاعلية. وجرت العادة على تحديد ثوابت التوازن في وسط ذي قوة شاردية عالية. في هذه الظروف يكون حاصل معاملات الفاعلية ثابت ويصبح ثابت التوازن حاصل قسمة التراكيز.
خطأ رياضيات (خطأ في الصياغة): {\displaystyle K_c=\frac{{[S]} ^\sigma {[T]}^\tau ... } {{[A]}^�lpha {[B]}^�eta ...}}

ومع ذلك، تعتمد قيمة Kc على القوة الشاردية. جميع ثوابت التوزان تعتمد على درجة الحرارة والضغط (أو الحجم).
إن معرفة ثوابت التوازن هو أمر أساسي في فهم العديد من العمليات الطبيعية مثل نقل الأكسجين بواسطة خضاب الدم واستتباب في الجسم البشري.
ثوابت الاستقرار [الإنجليزية]، وثوابت التشكل، وثوابت الترابط، وثوابت الترابط (association constant)، وثوابت الانحلال كلها أنواع من ثابت التوازن.

## الصيغ الثابتة لثابت التوازن
ثابت التوازن هو حاصل قسمة ثابت سرعة التفاعل الأمامي على ثابت سرعة التفاعل العكسي. يوجد صيغتان لثابت التوازن:
1. تكون وحدة المواد (مول/لتر): (Kc) 1. ثابت التوازن بدلالة تركيز المواد.
2. -تكون وحدة المواد (bar). : (Kp) 2. ثابت التوازن بدلالة الضغط الجزئي المواد.

## الخطوات والقواعد العامة المتبعة لكتابة ثابت التوازن
- تستخدم الأقواس [ ] للدلالة على التركيز.
- تركيز المذيب لن يظهر في تعبير ثابت التوازن.
- تزداد قيمة ثابت التوازن كلما زاد تركيز النواتج.
- لحساب ثابت التوازن تحسب تراكيز المواد عند حالة التوازن فقط.
- تظهر المواد الناتجة في البسط أما المواد المتفاعلة فنضعها في المقام.
- يرفع كل تركيز إلى قوة تؤخذ من معامل المادة (العدد الستيكيومتري )في المعادلة الموزونة.
- إذا كانت قيمة ثابت التوازن أكبر من واحد يعني أن التفاعل ينحاز نحو المواد الناتجة، وإذا كانت قيمة ثابت التوازن أقل من واحد يعني أن التفاعل ينحاز نحو المواد المتفاعلة.

عند عكس معادلة التوازن فإن ثابت التوازن Kc للمعادلة الجديدة يساوي مقلوب ثابت التوازن للمعادلة الأصلية.
- لا تكتب تراكيز المواد السائلة أو الصلبة النقية في تعبير ثابت التوازن لأن تركيز المادة السائلة أو الصلبة النقية ثابت عند درجة حرارة معينة.
- تختلف قيمة ثابت التوازن من تفاعل لأخر.

## وصلات خارجية
- ثابت التوازن الكيميائي